# (10205) Pokorný
10205 Pokorný – planetoida z pasa głównego asteroid okrążająca Słońce w ciągu 3 lat i 210 dni w średniej odległości 2,34 j.a. Została odkryta 7 sierpnia 1997 roku w Obserwatorium Kleť. Przed nadaniem nazwy planetoida nosiła oznaczenie tymczasowe (10205) 1997 PX1.